# Tour de Cologne 2007
Le Tour de Cologne 2007 (Rund um Köln) s'est disputé le 9 avril 2007. Malgré les multiples tentatives d'échappées, le peloton est arrivé groupé et la victoire s'est joué lors d'un sprint massif.

## Classement
- 1e: Juan José Haedo  4.50.09
- 2e: Graeme Brown  m.t.
- 3e: Alessandro Petacchi  m.t.
- 4e: Ciaran Power  m.t.
- 5e: Markus Zberg  m.t.
- 6e: Tilo Schüler  m.t.
- 7e: René Obst    m.t.
- 8e: Luke Roberts   m.t.
- 9e: René Weissinger   m.t.
- 10e: Sergueï Lagoutine  m.t.